# Francis Béboux
Francis Béboux (* 10. Dezember 1915 in Basel; † 4. Februar 2015 in Liestal, heimatberechtigt in Cully und Lutry) war ein Schweizer Konstrukteur, Maler und Metallplastiker.

## Leben und Werk
Francis Béboux war ein Sohn des Posthalters Francis Béboux und der Rosa. Er wuchs in Allschwil auf und war seit seiner Kindheit an Technik interessiert. So konstruierte er in jungen Jahren selbstständig aus Fahrrad-Einzelteilen ein Kunstrad, auf dem er artistische Kunststücke vollführte. Während seiner Schulzeit wurde auch sein zeichnerisch-gestalterisches Talent erkannt. Seine Anstellung bei der Post diente der Existenzsicherung, erlaubte ihm aber zugleich, seine schöpferischen Projekte in seiner Freizeit zu verfolgen.

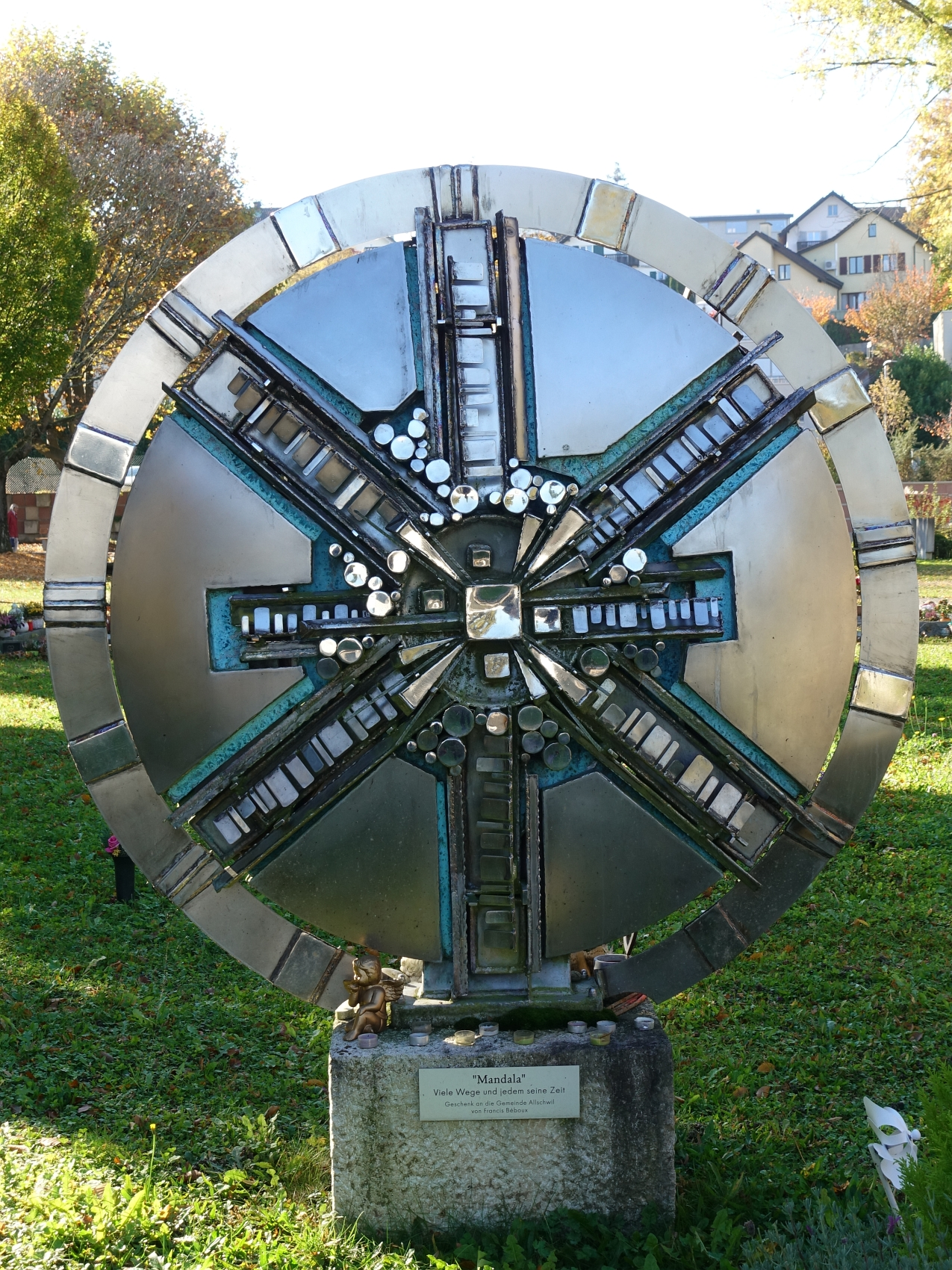
Mandala II, 1992. Friedhof Allschwil.

1935 bezog er sein erstes Atelier, wo zahlreiche Bilder entstanden. Zudem suchte er den Kontakt zu anderen Kunstschaffenden, u. a. zu Gian Casty, Karl Glatt, Rudolf Maeglin, Werner Nänny, Oscar Barblan, Arturo Ermini, Gen Niederer, Hamid Zackj und Rudolf Anklin.
1939 heiratete er Meta, geborene Gäbel. Zusammen hatten sie vier Kinder. Bis in die 1960er-Jahre arbeitete Béboux neben seiner Anstellung als Autodidakt in seinem Atelier. Seinen Weg zur Plastik fand er über die Konstruktion von Dreiradautos. 1955 setzte er konstruktive Elemente in Wandreliefs um. Béboux  war mit dem Unternehmer und Kunstmäzen Walter Spengler befreundet. 

1994 wurde Francis Béboux von seiner Wohngemeinde Allschwil mit dem Allschwiler Kulturpreis ausgezeichnet. Drei Jahre später erhielt er als weitere Anerkennung den Basellandschaftlichen Kantonalbankenpreis.

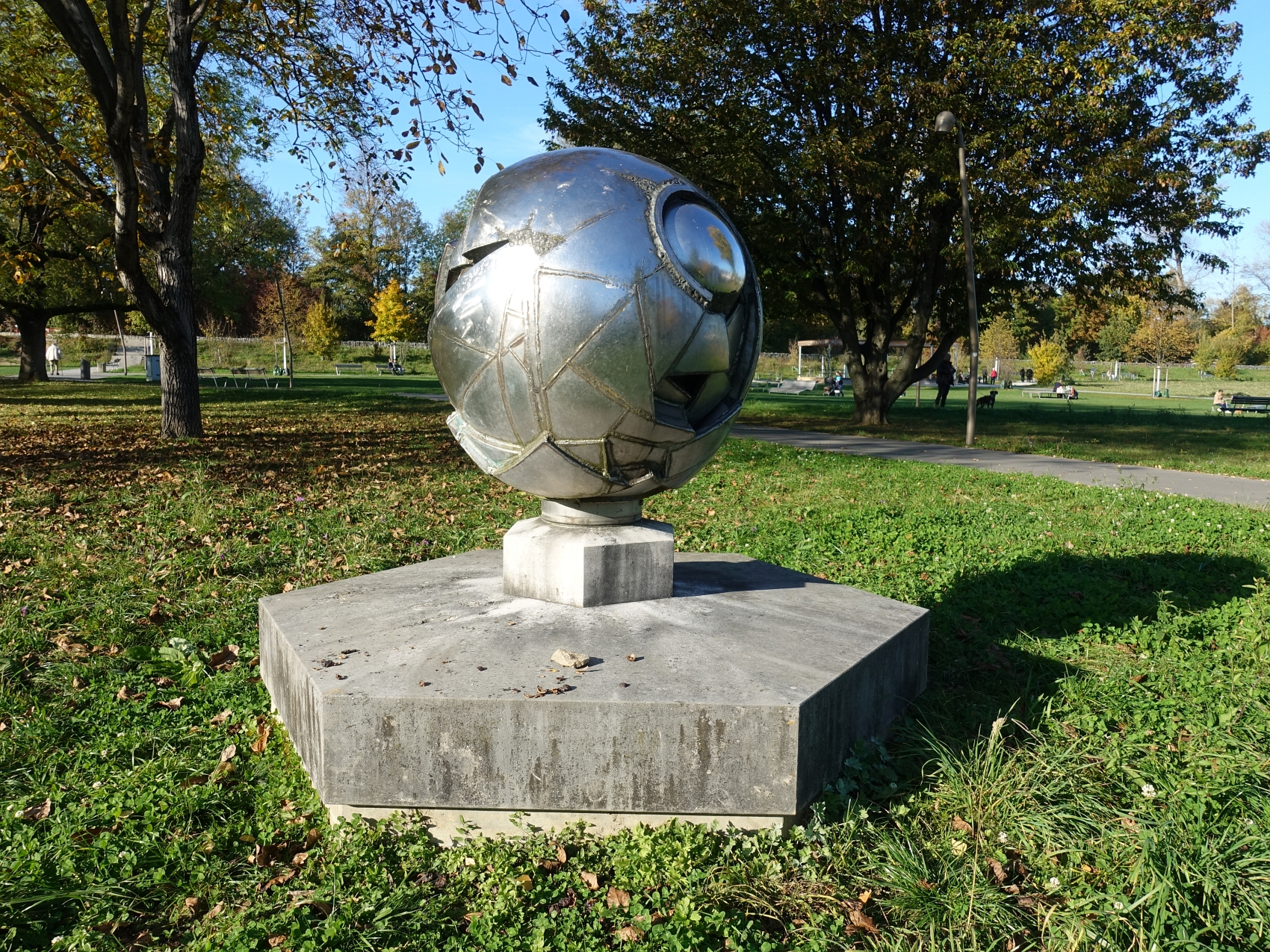
Welt-Ereignis, 1988. Gemeindepark Allschwil
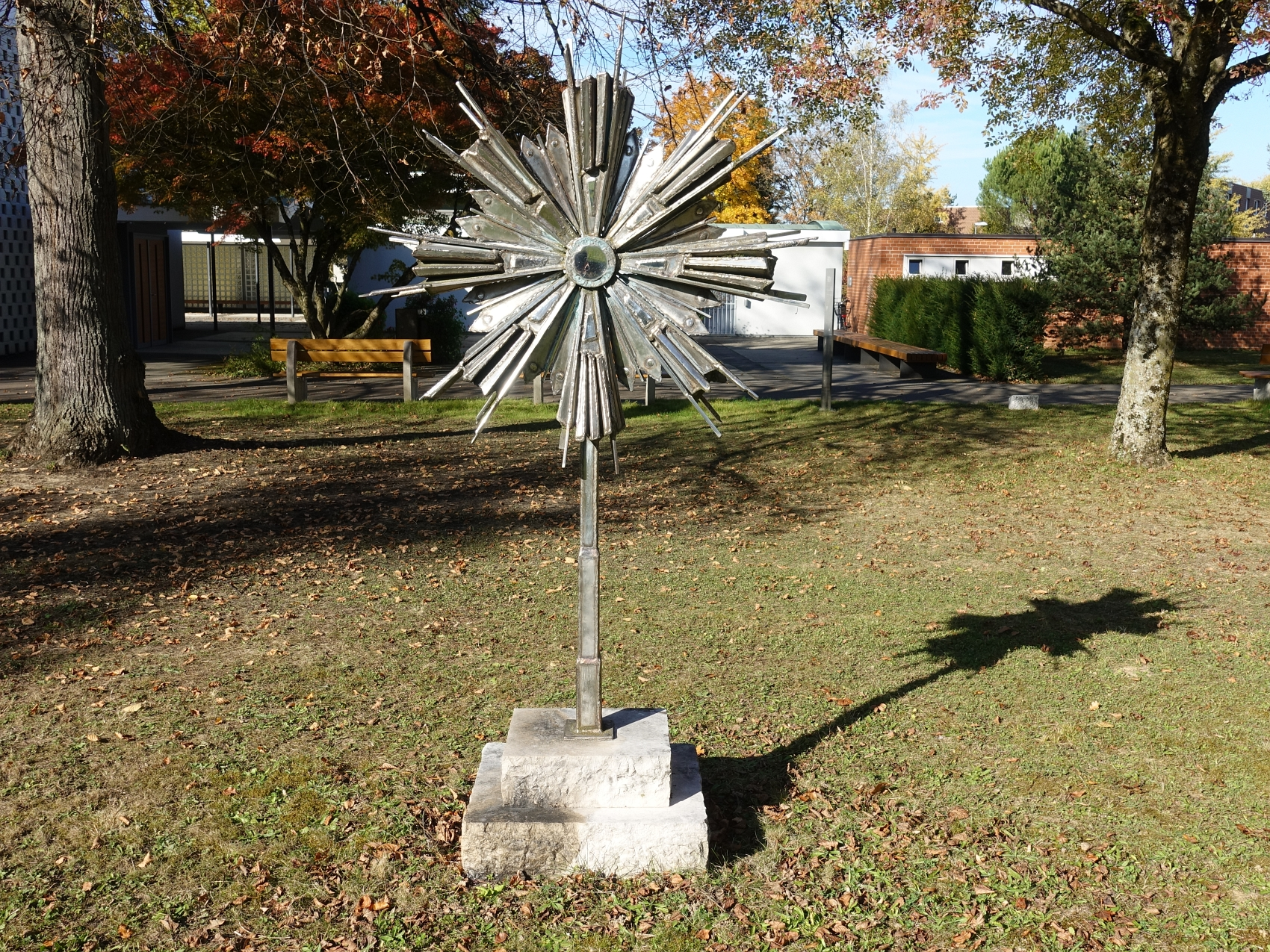
Sirius, 1989. Friedhof Allschwil
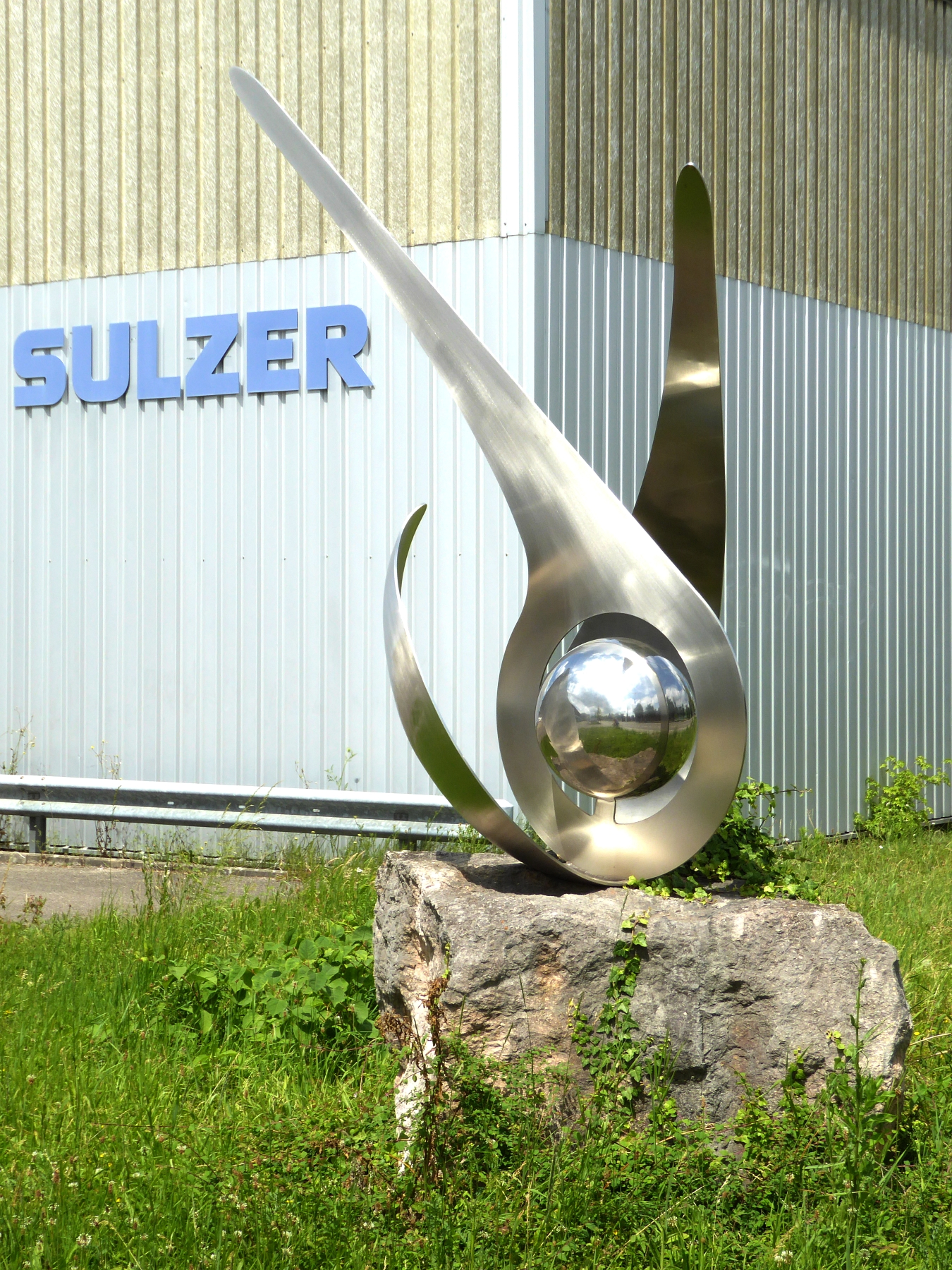
Plastik 2007. Sulzer Chemtech Stiftung. Allschwil